# Hij (single)
Hij is de tweede single van de Nederlandse actrice en zangeres Loek Beernink die op 23 mei 2007 op cd-single werd uitgebracht. De single werd, in tegenstelling tot zijn voorganger, onder de naam Het Huis Anubis uitgebracht, en niet onder de naam Nienke, wat het personage is dat Loek Beernink speelt in de gelijknamige televisieserie van Nickelodeon. De naamswijziging heeft te maken met een andere, overigens onsuccesvolle, artieste die al onder deze naam muziek uitbrengt. De single gaat over de liefde die Nienke heeft voor haar tegenspeler Fabian. Hij is een liefdesballad, gemaakt voor de jeugdige doelgroep. Het lied leunt zowel op de zang van Nienke als op een sterk aanwezige muziekband.
| Hij in de Nederlandse Top 40 binnen: 2 juni 2007 | Hij in de Nederlandse Top 40 binnen: 2 juni 2007 | Hij in de Nederlandse Top 40 binnen: 2 juni 2007 | Hij in de Nederlandse Top 40 binnen: 2 juni 2007 | Hij in de Nederlandse Top 40 binnen: 2 juni 2007 | Hij in de Nederlandse Top 40 binnen: 2 juni 2007 | Hij in de Nederlandse Top 40 binnen: 2 juni 2007 | Hij in de Nederlandse Top 40 binnen: 2 juni 2007 | Hij in de Nederlandse Top 40 binnen: 2 juni 2007 | Hij in de Nederlandse Top 40 binnen: 2 juni 2007 |
| Week                                             | 1                                                | 2                                                | 3                                                | 4                                                | 5                                                | 6                                                | 7                                                | 8                                                | 9                                                |
| ------------------------------------------------ | ------------------------------------------------ | ------------------------------------------------ | ------------------------------------------------ | ------------------------------------------------ | ------------------------------------------------ | ------------------------------------------------ | ------------------------------------------------ | ------------------------------------------------ | ------------------------------------------------ |
| Nummer                                           | 28                                               | 4                                                | 3                                                | 6                                                | 6                                                | 11                                               | 13                                               | 22                                               | uit                                              |

| Hij in de Nederlandse Single Top 100 - binnen: 2 juni 2007 | Hij in de Nederlandse Single Top 100 - binnen: 2 juni 2007 | Hij in de Nederlandse Single Top 100 - binnen: 2 juni 2007 | Hij in de Nederlandse Single Top 100 - binnen: 2 juni 2007 | Hij in de Nederlandse Single Top 100 - binnen: 2 juni 2007 | Hij in de Nederlandse Single Top 100 - binnen: 2 juni 2007 | Hij in de Nederlandse Single Top 100 - binnen: 2 juni 2007 | Hij in de Nederlandse Single Top 100 - binnen: 2 juni 2007 | Hij in de Nederlandse Single Top 100 - binnen: 2 juni 2007 | Hij in de Nederlandse Single Top 100 - binnen: 2 juni 2007 | Hij in de Nederlandse Single Top 100 - binnen: 2 juni 2007 | Hij in de Nederlandse Single Top 100 - binnen: 2 juni 2007 | Hij in de Nederlandse Single Top 100 - binnen: 2 juni 2007 |
| Week                                                       | 1                                                          | 2                                                          | 3                                                          | 4                                                          | 5                                                          | 6                                                          | 7                                                          | 8                                                          | 9                                                          | 10                                                         | 11                                                         | 12                                                         |
| ---------------------------------------------------------- | ---------------------------------------------------------- | ---------------------------------------------------------- | ---------------------------------------------------------- | ---------------------------------------------------------- | ---------------------------------------------------------- | ---------------------------------------------------------- | ---------------------------------------------------------- | ---------------------------------------------------------- | ---------------------------------------------------------- | ---------------------------------------------------------- | ---------------------------------------------------------- | ---------------------------------------------------------- |
| Nummer                                                     | 3                                                          | 2                                                          | 3                                                          | 8                                                          | 16                                                         | 19                                                         | 29                                                         | 44                                                         | 70                                                         | 62                                                         | 90                                                         | uit                                                        |

| Hij in de Ultratop 50 binnen: 2 juni 2007 | Hij in de Ultratop 50 binnen: 2 juni 2007 | Hij in de Ultratop 50 binnen: 2 juni 2007 | Hij in de Ultratop 50 binnen: 2 juni 2007 | Hij in de Ultratop 50 binnen: 2 juni 2007 | Hij in de Ultratop 50 binnen: 2 juni 2007 | Hij in de Ultratop 50 binnen: 2 juni 2007 | Hij in de Ultratop 50 binnen: 2 juni 2007 | Hij in de Ultratop 50 binnen: 2 juni 2007 | Hij in de Ultratop 50 binnen: 2 juni 2007 | Hij in de Ultratop 50 binnen: 2 juni 2007 |
| Week                                      | 1                                         | 2                                         | 3                                         | 4                                         | 5                                         | 6                                         | 7                                         | 8                                         | 9                                         | 10                                        |
| ----------------------------------------- | ----------------------------------------- | ----------------------------------------- | ----------------------------------------- | ----------------------------------------- | ----------------------------------------- | ----------------------------------------- | ----------------------------------------- | ----------------------------------------- | ----------------------------------------- | ----------------------------------------- |
| Nummer                                    | 48                                        | 19                                        | 17                                        | 21                                        | 22                                        | 30                                        | 36                                        | 40                                        | 49                                        | uit                                       |

## Tracklist cd-single
1. Hij
2. Hij (Instrumentale Versie)

## Videoclip
De videoclip van deze single werd opgenomen in de Ardennen, onder meer aan de voet van de watervallen van Coo. Deze watervallen zijn sinds december 2005 eigendom van Studio 100.